# Leucoagaricus leucothites
Leucoagaricus leucothites é um fungo que pertence ao gênero de cogumelos Leucoagaricus na ordem Agaricales.